# Association historique internationale de l'océan Indien
L'Association historique internationale de l'océan Indien, ou A.H.I.O.I., est une association internationale regroupant archivistes et historiens du sud-ouest de l'océan Indien, principalement de Madagascar et des Mascareignes. Fondée en avril 1960 à Antananarivo à l'initiative de l'archiviste mauricien Auguste Toussaint, elle a organisé depuis lors un certain nombre de congrès et colloques, d'abord selon un rythme irrégulier puis, à compter de la fin des années 1990, selon un rythme annuel. Elle est ainsi à l'origine de nombreuses publications parues sous la forme d'ouvrages collectifs documentant l'histoire de l'océan Indien, en particulier la Revue historique des Mascareignes (5 numéros de 1998 à 2004), devenue depuis le milieu des années 2000 la Revue Historique de l'océan Indien (R.H.I.O.I.). Le comité de direction de la revue est composé des professeurs Yvan Combeau, Prosper Ève et de Jean-François Géraud. Le numéro 9 de la R.H.I.O.I. paru en 2012 a pour thème Vision du Nord par le Sud dans l'océan Indien (XVIIe – XXIe siècles).
L'A.H.I.O.I. est présidée, depuis novembre 2009, par le Réunionnais Prosper Ève, successeur de Claude Wanquet.